# Sankt Anna am Lavantegg
Sankt Anna am Lavantegg là một đô thị thuộc huyện Judenburg trong bang Steiermark, nước Áo. Đô thị Sankt Anna am Lavantegg có diện tích 47,16 km², dân số cuối năm 2005 là 1291 người.